# John Higgins
John Patrick Higgins MBE (* 18. Mai 1975 in Wishaw, Lanarkshire) ist ein schottischer Snookerspieler. Als einer der erfolgreichsten Spieler der Geschichte gewann er zahlreiche Profiturniere, darunter vier Mal die Snookerweltmeisterschaft. Zudem führte er mehrfach die Snookerweltrangliste an und spielte dreizehn Mal ein Maximum Break.
Higgins ist Teil der „goldenen Generation“ von 1992, der auch noch Mark Williams und Ronnie O’Sullivan angehören. Zusammen mit diesen beiden Konkurrenten eroberte Higgins in den 1990er-Jahren das Profisnooker. Nachdem er bereits Mitte der 1990er erste wichtige Profiturniere gewonnen hatte, siegte er im Finale der Snookerweltmeisterschaft 1998. Weitere Erfolge, vor allem bei der UK Championship 1998, ließen ihn zwei Jahre lang auf Platz 1 der Snookerweltrangliste stehen. Nach einer Flaute Anfang der 2000er-Jahre kehrte Higgins ab 2005 in die oberste Weltspitze zurück. So folgten bis 2010 zwei weitere Weltmeistertitel und weitere Turniergewinne. Ebenso stand Higgins für eine weitere Spielzeit an Platz 1 der Weltrangliste.
2011 wurde Higgins’ Karriere durch einen vermeintlichen Korruptionsskandal erschüttert, als die News of the World ein Video veröffentlichte, auf dem Higgins der Beteiligung an einem Wettbetrug zustimmt. Higgins entschuldigte sich später damit, dass er sich der osteuropäischen Wettmafia gegenüber wähnte und Todesangst hatte. Daher habe er vorgeblich zugestimmt, zu einer wirklichen Spielmanipulation sei es aber nie gekommen. Der Weltverband glaubte ihm diese Entschuldigung und verhängte – auch wegen weiterer entlastender Umstände – nur eine sechsmonatige Sperre und eine finanzielle Strafe.
Nach Ablauf der Sperre meldete sich Higgins mit mehreren Turniergewinnen zurück, allen voran der Gewinn seines vierten WM-Titels. Danach konnte Higgins sein Niveau nicht ganz halten, zum Ende der 2010er-Jahre stand er aber nach drei verlorenen WM-Endspielen konstant in den Top 10 der Weltrangliste. Für seine Verdienste um den Snookersport wurde der für seine Vielseitigkeit und vor allem für sein Breakbuilding bekannte Schotte bereits 2012 in die Snooker Hall of Fame aufgenommen.

## Privates
Higgins ist seit 2002 verheiratet. Zusammen mit seiner Frau Denise hat er drei Kinder.

## Karriere

### Anfänge im Juniorenbereich
Als früher Mentor Higgins’ fungierte sein eigener Vater John Higgins snr. Higgins erfuhr in seinen Juniorenjahren wie auch in seiner späteren Karriere viel Unterstützung durch seine Familie, die ihm den Rücken freihielt. Spielerisch wurde Higgins vor allem von seinem langjährigen Trainer Richy McDonald geprägt. Begünstigend kam hinzu, dass Higgins bereits in seiner frühen Karriere mehrere gute Trainingspartner hatte, durch die er sich im aktiven Spielen verbessern konnte. Dennoch blieb er lange ein „Noname“ im britischen Juniorensnooker. Erst Anfang der 1990er-Jahre machte er auf sich aufmerksam, als er mit Mark Williams und Ronnie O’Sullivan, welche als die besten Juniorspieler galten, mithalten konnte. Auf ganz großer Bühne schaffte Higgins mit dem Gewinn des Junioren-Wettbewerbes des World Masters 1991 einen ersten großen Erfolg. Im Finale besiegte er Williams, zuvor hatte er bereits O’Sullivan geschlagen.
Williams besiegte Higgins später im Finale der britischen U16-Meisterschaft. Nachdem er 1992 noch die schottische U18-Meisterschaft gewonnen hatte, wurde er 1992 Profispieler. Zeitgleich wurden auch Williams und O’Sullivan Profispieler. Da die drei in den folgenden Jahren und Jahrzehnten zu den erfolgreichsten Spielern ihrer Zeit wurden, gilt das Trio auch als „goldene Generation“. Bereits kurz nach seinem Sieg beim World Masters wurde Higgins von Ian Doyle und seiner Management-Firma Cue Masters unter Vertrag genommen. Obgleich Higgins recht schnell an die Weltspitze stieß, hatte für Doyle stets Stephen Hendry oberste Priorität. Aus diesem Grunde verließ Higgins später Cue Masters und sein Vater wurde sein Manager.

### Erste Profijahre
Bereits in der ersten Saison machte das Trio von sich hören. Higgins trug dazu mit einer Achtelfinalteilnahme beim Grand Prix und einer Viertelfinalteilnahme bei den British Open bei. Dennoch wurde er am Saisonende nur auf Platz 122 der Weltrangliste geführt. Weil er aber seine Vorjahresergebnisse in der nächsten Saison bestätigen konnte, verbesserte er sich auf Platz 51. Derweil gewann er mit der Australian Open Championship 1994 ein Amateurturnier mit reger Profibeteiligung.
Es dauerte nicht lange, bis Higgins seine ersten Profiturniere gewann: Im Laufe der Saison 1994/95 gewann er den Grand Prix, das International Open und das British Open. Bei den Welsh Open und beim Masters schied er erst im Finale aus. Er war der erste Teenager, der drei Profiturniere gewann und erst über ein Jahrzehnt später wiederholte Ding Junhui diese Leistung. Dafür erhielt er einen „Special Award“ im Rahmen der Auszeichnungen der Snooker Writers Association. Mit dieser Saison gelang Higgins mit Platz 11 auf der Weltrangliste der Einstand in der Weltspitze. Higgins galt, im Sinne des besten schottischen Spielers, als einziger „Heir apparent“ von Stephen Hendry, welcher zu diesem Zeitpunkt der dominierende Snookerspieler war.

### Erste Triple-Crown-Titel
In den nächsten beiden Spielzeiten konnte sich Higgins in der Weltspitze im Snooker etablieren. Er war nun fast Dauergast in den letzten Runden aller Turniere. Bis Mitte 1997 gewann er drei weitere Profiturniere, hinzu kam der Sieg beim World Cup 1996, einem Team-Wettbewerb. Zusätzlich stand er unter anderem bei der UK Championship 1996 im Finale. Wenngleich er somit bei zwei der drei wichtigsten Profiturniere das Finale erreicht hatte – namentlich Masters und UK Championship –, war ihm bei der Snookerweltmeisterschaft noch kein großer Wurf gelungen. Er schied sowohl 1996 als auch 1997 jeweils im Viertelfinale aus. Dennoch erreichte Higgins nun zwei Saisons in Folge den zweiten Platz der Weltrangliste.
Es war schließlich die Saison 1997/98, in der Higgins zum König der Snookerwelt wurde: Nach einem Halbfinalsieg über Ronnie O’Sullivan stand der Schotte erstmals im Finale der Weltmeisterschaft. Dort krönte er die Saison mit dem Weltmeistertitel, als er mit 18:12 gegen Titelverteidiger Ken Doherty gewann. Insgesamt war es eine der erfolgreichsten Spielzeiten seiner Karriere: Er stand acht Mal in einem Endspiel; vier Turniere gewann er auch. Selbst enttäuschende Auftaktniederlagen bei der UK Championship und beim Masters taten Higgins genereller Form keinen Abbruch. Am Saisonende vertrieb er seinen Landsmann Stephen Hendry von Platz 1 der Weltrangliste – nun war Higgins selbst Weltranglistenführender. Zudem wurde er am Saisonende zum „Player of the Year“ ernannt.
Als amtierender Weltmeister war Higgins in der nächsten Saison der Spieler, den es zu schlagen galt. Das passierte aber erneut nur selten in den frühen Runden, meist stand der Schotte bei Turnieren mindestens im Viertelfinale. Sieben Mal erreichte er auch das Finale, wovon er bei fünf Turniersieger wurde. Darunter waren auch seine ersten Siege bei der UK Championship und beim Masters. Neben der Weltmeisterschaft hatte Higgins damit auch die fehlenden zwei Turniere der Triple Crown gewonnen. Zugleich war er einer der ersten Spieler, dem es gelang alle drei Triple-Crown-Titel gleichzeitig zu halten. Das änderte sich im Halbfinale der Snookerweltmeisterschaft, als Higgins gegen Mark Williams verlor. Damit schaffte es Higgins auch nicht, den sogenannten „Fluch des Crucible“ zu brechen. Trotz dieser Halbfinalniederlage beendete Higgins die neuerlich überragende Saison erneut auf Platz 1 der Weltrangliste. Erneut wurde er zum „Player of the Year“ gewählt.

### Sukzessiver Abstieg auf Platz 6
Auch in den folgenden beiden Spielzeiten gehörte Higgins zu den Top-Favoriten auf der Tour. Fast durchgehend stand er wieder mindestens im Viertelfinale, auch wenn die Finalteilnahmen und -siege seltener wurden. Immerhin gewann er drei beziehungsweise zwei Turniere pro Saison. Dabei waren die Turniersiege bei den Welsh Open 2000 und der UK Championship 2000 am wichtigsten. Hatte er bei letzterem Turnier ein Jahr zuvor seinen Wunsch nach einer Titelverteidigung erst im Halbfinale aufgeben müssen, so war beim Masters bereits jeweils nach einer Auftaktniederlage im Achtelfinale Schluss. Derweil unterlag er bei der Snookerweltmeisterschaft 2000 wie schon im Vorjahr im Halbfinale Mark Williams, der diesmal Weltmeister wurde. Bei der Weltmeisterschaft 2001 stand Higgins schließlich zum zweiten Mal im WM-Finale, unterlag aber Ronnie O’Sullivan. Nach seiner anfänglichen Dominanz waren es nun die beiden anderen Mitglieder der „goldenen Generation“, welche das wichtigste Snookerturnier gewannen. Higgins hatte zudem während der Saison 1999/2000 zwei Mal ein Maximum Break gespielt. In den folgenden Saisons folgten regelmäßig weitere 147er-Breaks. Auch in der Weltrangliste überholten die beiden Higgins, der Mitte 2001 auf Platz 3 zu finden war.
Direkt zu Beginn der Saison 2001/02 gewann Higgins die ersten drei Turniere, darunter die British Open. Danach konnte er zwar noch ein weiteres, kleineres Turnier gewinnen und bei einem anderen das Finale erreichen, Finalteilnahmen bei weiteren wichtigen Turnieren blieben diesmal aber aus. Immerhin gelang es Higgins wieder, fast immer mindestens das Viertelfinale zu erreichen. Das war auch in der nächsten Saison der Fall, in der Higgins aber trotzdem nur zwei verlorene Endspiele aufweisen konnte. Zwar war darunter mit dem Irish Masters immerhin ein Turnier mit Einfluss auf die Weltrangliste, bei anderen Ranglistenturnieren reichte es aber maximal fürs Halbfinale. Insgesamt setzte sich Higgins’ langsamer Negativtrend fort: zwei Jahre in Folge war er nun auf Platz 4 der Weltrangliste gelistet.
Im Vergleich zur vorherigen Spielzeit konnte Higgins in der folgenden Saison sein Niveau fast komplett halten. Erneut erreichte er zwei Endspiele, die er beide verlor und worunter sich mit dem LG Cup ein Ranglistenturnier befand. Ansonsten standen wieder mehrere Niederlagen im Halb- und Viertelfinale zu Buche, wobei die Niederlagen in früheren Runden leicht zunahmen. Dieser Trend setzte sich in der Saison 2004/05 fort: bei nur noch vier von neun Turnieren kam er über das Achtelfinale hinaus. Mit einer Halbfinalniederlage beim Malta Cup, zwei Finalniederlagen bei der World Champions v. Asian Stars Challenge beim Masters und dem Turniersieg bei den British Open glichen diese drei Turniere die anderen schlechten Ergebnisse zu großen Teilen aus. Insgesamt verschlechterte er sich nur auf Platz 6. Dennoch war es die schlechteste Platzierung für Higgins seit neun Jahren.

### Zweiter und dritter Weltmeistertitel

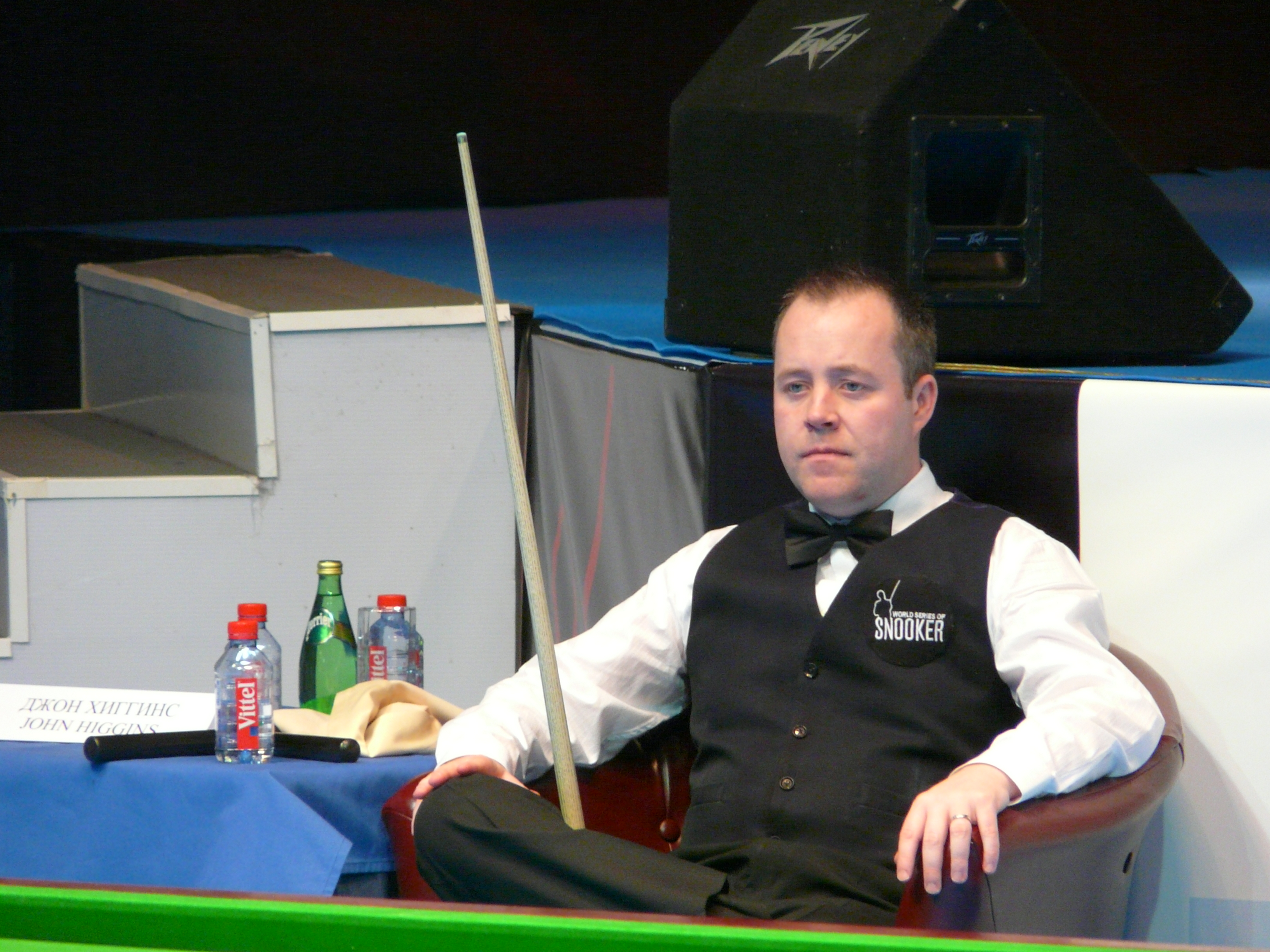
Higgins auf der World Series of Snooker 2008/09

Die Wende kam mit der Saison 2005/06: Trotz einiger Niederlagen vorm Viertelfinale meldete sich Higgins in seiner Funktion als einer der Topfavoriten mit Finalteilnahmen beim Malta Cup und den China Open und dem Turniersieg beim Grand Prix zurück. Als Krönung siegte er auch noch beim Masters. Insgesamt verbesserte er sich auf Platz 4. Zum Saisonende wurde er zum dritten Mal zum „Player of the Year“ ernannt. Etwas anders lief die nächste Saison an: Mehrere Niederlagen in frühen Runden und auch in entscheidenden Spielen verhinderten Finalteilnahmen weitgehend. Er stand zwar im Endspiel des Pot Black, doch dieser war kein Ranglistenturnier, und zudem verlor Higgins auch noch. Erst am Saisonende bei der Snookerweltmeisterschaft gewann er wieder wichtige Partien gegen Ronnie O’Sullivan und Stephen Maguire. Im WM-Finale traf er auf den aufstrebenden Mark Selby. Obgleich Selby einen 4:12-Rückstand noch auf 13:14 verkürzte, wurde Higgins mit einem Endstand von 18:13 zum zweiten Mal Weltmeister. Der WM-Triumph führte ihn zudem zurück auf Platz 1 der Weltrangliste.
Der amtierende Weltmeister konnte in der anschließenden Saison seine guten Ergebnisse kaum fortsetzen. Regelmäßig schied er früh aus und nur bei der Premier League Snooker erreichte er das Finale, welches er aber verlor. Wegen einer Achtelfinalniederlage gegen Ryan Day misslang ihm auch die Titelverteidigung bei der Snookerweltmeisterschaft. Am Saisonende wurde Higgins nur noch auf Platz 5 der Weltrangliste geführt. Einzig bei der Euro-Asia Masters Challenge 2007 war er erfolgreich; er gewann gegen James Wattana das Einzel-Event und war auch im Team-Event in der siegreichen Hälfte des Teilnehmerfeldes. Während der Saison 2008/09 erreichte Higgins wieder regelmäßig sehr gute Ergebnisse, allen voran der Sieg beim Grand Prix und die Finalteilnahme bei den China Open. Am Saisonende konnte Higgins diese Form auch bei der Weltmeisterschaft zeigen. Mit einem Finalsieg über Shaun Murphy wurde er zum dritten Mal Weltmeister. Kurz zuvor war er für seine Verdienste um den Snookersport zum „Member of the Order of the British Empire“ ernannt worden. Dennoch war er am Saisonende nur auf Rang 4 platziert. Abseits vom Profisnooker begründete Higgins in Zusammenarbeit mit seiner damaligen Managementfirma eine eigene kleine Snookertour, die Snookerturnier in verschiedensten Ländern Europas ausrichten sollte. Higgins selbst nahm rege an seiner World Series of Snooker teil. In den folgenden anderthalb Jahre gewann er dabei zwei Turniere und verlor das Finalturnier der World Series of Snooker 2008/09 im Finale.

### Wettaffäre und vierter Weltmeistertitel
Auch in der Saison 2009/10 zeugten Higgins’ Ergebnisse von seinem hohen Niveau. Er stand insgesamt fünf Mal mindestens in einem Halbfinale, davon zweimal sogar im Finale. Während er bei der UK Championship noch verlor, konnte er im Endspiel der Welsh Open Ali Carter besiegen. Danach kam jedoch die Snookerweltmeisterschaft. Higgins sorgte zunächst spielerisch für eine Überraschung, als er im Achtelfinale mit 11:13 gegen Altmeister Steve Davis verlor. Davis hatte die 1980er-Jahre dominiert, war aber längst nicht mehr in der damaligen Form. Trotz dieser Niederlage beendete Higgins die Saison auf Platz 1 der Weltrangliste, was vor allem an seinen Ergebnissen aus der vorherigen Spielzeit lag.
Am Tag des Endspiels der Weltmeisterschaft veröffentlichte die britische Tageszeitung News of the World einen Bericht samt Video, in dem Higgins des Wettbetrugs beschuldigt wurde. Der Bericht fußt auf Aufnahmen, die Higgins und seinen damaligen Manager Pat Mooney bei einem Treffen mit angeblichen Wettbetrügern zeigen. Bei diesen Herrschaften handelte es sich in Wirklichkeit um Journalisten der News of the World, die das Treffen in Kiew heimlich filmten. Bei diesem Treffen wurde diskutiert, ob Higgins im Rahmen eines Wettbetrugs vier Frames bei bestimmten Spielen absichtlich verlieren könnte. Dafür solle er 300.000 Pfund Sterling bekommen. Higgins selbst soll bei dem Treffen gesagt haben, dass es sehr einfach sei, im Snooker zu betrügen. Schließlich deutete Higgins scheinbar an, einem Wettbetrug gegenüber aufgeschlossen zu sein. Anschließend verließ er aber schnell den Treffpunkt. Daneben gab es Vorwürfe, dass Higgins im Finale der Snookerweltmeisterschaft 2009 versucht haben soll, eine Wette auf seinen Gegner abzuschließen.
Eine tatsächliche Spielmanipulation blieb aber in den beiden Fällen aus. Higgins erklärte später zum Skandal um das Treffen von Kiew, er habe das Angebot nicht zurückgewiesen, da er sich der osteuropäischen Wettmafia gegenüber gewähnt habe. Er habe befürchtet, dass ihm bei einer direkten Ablehnung etwas zustoßen könnte. Daher habe er auch schleunigst das Treffen verlassen, denn er „wollte nur noch da raus“. Zudem wurde mit den fortschreitenden Ermittlungen klar, dass Higgins’ Pat Mooney vom Inhalt des Treffens im Voraus Bescheid wusste, Higgins selbst dagegen nicht. Higgins ging vielmehr davon aus, es solle um die Ausrichtung eines Events seiner World Series of Snooker gehen. Später wurde außerdem bekannt, dass das von News of the World veröffentlichte Video von der Zeitung zusätzlich manipuliert worden war, um Higgins in einem möglichst ungünstigen Licht erscheinen zu lassen.
Der Skandal um Higgins fiel in eine Periode, in der es unter anderem auch Ermittlungen gegen Stephen Lee und Jamie Burnett gab. So reagierte die World Professional Billiards & Snooker Association zügig und suspendierte Higgins direkt nach dem Bekanntwerden der Vorwürfe von allen Profiturnieren. Im September 2010 verkündete ein unabhängiges Gremium um Kronanwalt Ian Mill das Urteil in der Causa um Higgins. Higgins wurde von den Vorwürfen des Wettbetrugs und der Bestechlichkeit freigesprochen, da das Gremium Higgins’ Erklärungen für glaubwürdig hielt. Das Urteil verneinte auch eine Betrugsabsicht, sprach aber davon, dass der Eindruck einer Betrugsabsicht gegeben worden war. Zudem stand fest, dass Higgins es versäumte, dem Weltverband das Angebot zu melden. Für diese beiden Punkte wurde er für sechs Monate gesperrt und musste 75.000 £ Strafe zahlen. Bei der Sperrlänge wurde die Suspendierung mit eingerechnet, sodass Higgins’ Sperre bereits Anfang November 2010 auslief.
Somit startete für Higgins die Saison 2010/11 erst im November. Trotz der langen Pause war Higgins in Hochform: Bei seinen ersten drei Turnieren erreichte er jeweils das Finale. Zunächst gewann er die Ruhr Championship, verlor anschließend im Finale des Prague Classic und siegte anschließend bei der UK Championship. Im Rahmen der Ruhr Championship entschuldigte sich Higgins zudem bei den übrigen Profispielern, die diese Entschuldigung mehrheitlich akzeptiert haben sollen. Danach flaute Higgins’ Form leicht ab, zum Saisonende hin folgten aber noch Turniersiege bei den Welsh Open und der Scottish Professional Championship. Die größte Überraschung gelang ihm aber erst danach, als er nach Siegen über Ronnie O’Sullivan und Mark Williams im Finale der Snookerweltmeisterschaft Judd Trump besiegte. Zeitweise wurde er dank seiner Erfolge während der Saison auf Platz 1 der Weltrangliste geführt, am Ende stand er auf Rang 2. Zum Ende der Saison wurde Higgins sowohl von den Profispielern als auch von den Journalisten zum „Player of the Year“ ernannt. Während der Saison wurde Higgins von einem Schicksalsschlag ereilt, als Anfang 2011 sein Vater an einer Krebserkrankung verstarb. Deswegen sagte Higgins seine Teilnahme am German Masters ab.

### Abgang auf Platz 13 und Comeback auf Platz 2

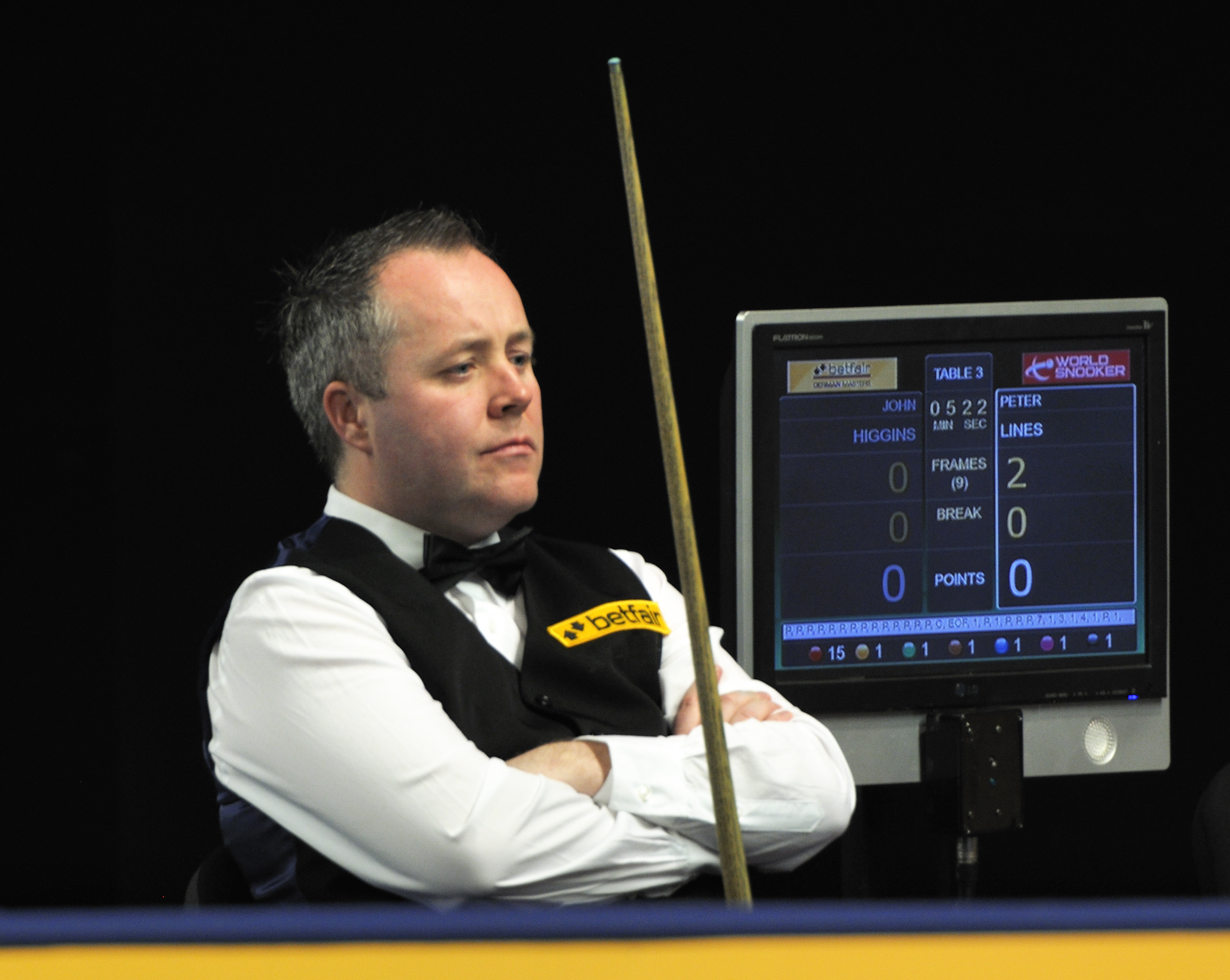
Higgins beim German Masters 2013

Danach verschlechterte sich Higgins’ Form. Obwohl es durch die Reform des Barry Hearn, zum Beispiel mit der Players Tour Championship (PTC), mehr Profiturniere gab, erreichte Higgins weniger Viertel- oder Halbfinalteilnahmen. Zwar konnte Higgins mit der Kay Suzanne Memorial Trophy 2012 ein PTC-Event gewinnen und bei zwei weiteren PTC-Turnieren das Finale erreichen, doch PTC-Turniere hatten deutlich weniger Einfluss auf die Weltrangliste als die normalen Ranglistenturniere. Bei diesen schied er zweimal im Viertelfinale und einmal im Halbfinale aus. Beim Shanghai Masters stand er im Endspiel, welches er sogar gegen Judd Trump knapp gewann. Insgesamt verschlechterte er sich aber bis Mitte 2013 auf Platz 11 der Weltrangliste. Zwischenzeitlich war Higgins zusammen mit Mark Williams und Ronnie O’Sullivan in die Snooker Hall of Fame aufgenommen worden.
Der negative Formtrend setzte sich danach fort. Frühe Niederlagen gab es nun in aller Regelmäßigkeit, Teilnahmen an höheren Runden waren selten. Die Gründe dürften eine zunehmende Verunsicherung ob des Ausbleibendes großer Erfolge und aufkommende Zweifel an seiner Technik gewesen sein. Ferner verschlechterte sich sein Spiel auch durch das regelmäßige Wechseln des Queues, womit Higgins eigentlich eine Optimierung seines Spiels bezwecken wollte. Zuvor war sein alter Queue zu Bruch gegangen. In den folgenden zwei Spielzeiten gewann er mit dem Bulgarian Open 2013 ein weiteres PTC-Event. Des Weiteren siegte er bei den Welsh Open 2015, die ein vollwertiges Ranglistenturnier waren. Daneben hatte er bereits beim Wuxi Classic 2013 das Endspiel erreicht, dort aber noch gegen Neil Robertson verloren. In der Weltrangliste belegte er Mitte 2015 nur noch Rang 13. Zeitweise hatte er während der Saison 2014/15 auch Platz 14 belegt. Das war Higgins’ schlechteste Weltranglistenplatzierung seit Rang 51 in der Saison 1994/95.
Danach verbesserten sich Higgins’ Ergebnisse wieder. Viertelfinalteilnahmen mehrten sich, während frühe Niederlagen seltener wurden. Turniersiege bei den Australian Goldfields Open 2015, bei der International Championship 2015 und bei der China Championship 2016 brachten wertvolles Preisgeld für die Rangliste, ebenso eine Halbfinalteilnahme bei den China Open 2016 und eine Finalteilnahme bei den Scottish Open 2016. Daneben gewann Higgins mit dem Champion of Champions 2016 und der Championship League 2017 auch zwei Turniere ohne Weltranglisteneinfluss. Der Zweijahreszeitraum endete mit einem Höhepunkt, als Higgins bei der Snookerweltmeisterschaft 2017 zum ersten Mal seit 2011 wieder das WM-Finale erreichte. Obwohl er bereits mit 10:4 führte, unterlag er schlussendlich Mark Selby mit 15:18. Diese Ergebnisse führten Higgins bis Mitte 2017 zurück auf Platz 2 der Weltrangliste. Seine Erfolge führten dazu, dass Higgins 2016 von den Spielern zum „Spieler des Jahres“ gewählt wurde.

### Konstanz in den Top 10

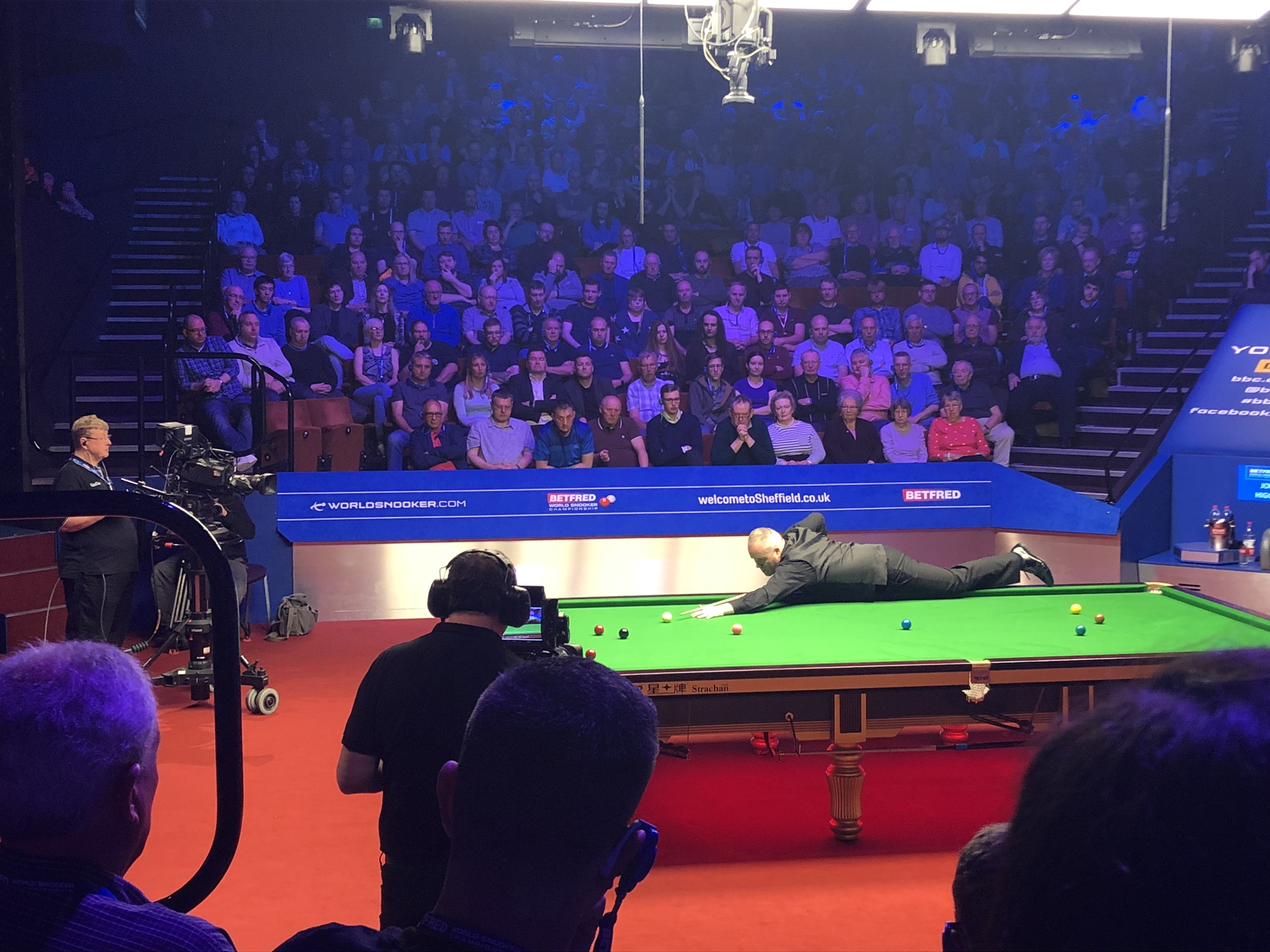
Higgins im Halbfinale der WM 2019

Anschließend blieb Higgins’ Form mehr oder weniger konstant. Zunächst begleitete ihn eine weitere Konstante: Niederlagen im WM-Finale. Sowohl bei der Snookerweltmeisterschaft 2018 als auch bei der Snookerweltmeisterschaft 2019 stand er im Endspiel, unterlag aber jeweils: 2018 gegen Mark Williams und 2019 gegen Judd Trump. Ansonsten spiegelte sich Higgins’ Form in guten Ergebnissen wider. Mit den Indian Open 2017 und den Welsh Open 2018 gewann er zwei weitere Ranglistenturniere, hinzu kam der Sieg bei der Championship League 2018. Neben den beiden Weltmeisterschaften unterlag Higgins zusätzlich im Endspiel der China Championship 2018. Ansonsten schaffte es Higgins häufig ins Achtel-, Viertel- und Halbfinale; frühe Niederlagen waren recht selten. Rang 5 Mitte 2019 bedeutete insgesamt nur eine marginale Verschlechterung.
Auch nach der Weltmeisterschaft 2019 erzielte Higgins weiterhin regelmäßig gute Ergebnisse. Öfters gelangen ihm Viertelfinaleinzüge oder bessere Resultate. Wenngleich weitere WM-Finalteilnahmen ausblieben, gewann Higgins den World Cup 2019 und die Players Championship 2021. Zudem erreichte er unter anderem das Endspiel des Masters 2021, wo er überraschend mit 8:10 gegen den erst zwanzigjährigen Chinesen Yan Bingtao verlor. Zudem spielte er bei der Snookerweltmeisterschaft 2020 ein Maximum Break, das erste 147er-Break im Crucible Theatre seit 2012. Das wurde bei den jährlichen Snooker-Auszeichnungen mit der Auszeichnung für den „Magic Moment of the Year“ bedacht. Dennoch zeichnete sich ein leichter Negativtrend ab, denn frühe Niederlagen wurden wieder häufiger. Dennoch blieb er in der Weltrangliste konstant in den Top 10, obwohl er sich nun eher in der unteren Hälfte aufhielt. So war er zwei Mal in Folge am Saisonende auf Platz 7 gelistet. Trotzdem gab es zeitweise Gerüchte über ein mögliches Karriereende.
In der Saison 2021/22 erzielte Higgins fast konstant gute Ergebnisse. Einzig beim German Masters schied er bereits in der ersten Qualifikationsrunde aus. Sechsmal stand er im Finale großer Turniere, darunter vier Weltranglistenturniere, von denen er jedoch nur die Championship League 2022 gewinnen konnte. Hinzu kamen zwei Viertelfinal- und eine Achtelfinalteilnahme. Bei der Weltmeisterschaft 2022 erreichte er das Halbfinale und schied dort gegen O’Sullivan aus. Am Ende der Saison hatte Higgins sich wieder auf Platz 5 der Weltrangliste verbessert. Dieses hohe Niveau konnte er in der Saison 2022/23 nicht halten und startete direkt mit einem Misserfolg beim European Masters. Danach besserte sich seine Form jedoch schnell und er erreichte das Halbfinale des Hong Kong Masters. Anschließend erreichte er bei fast allen Turnieren mindestens das Achtelfinale und gewann zum dritten Mal die Championship League. Zum Saisonabschluss erreichte er dreimal in Folge das Viertelfinale. Darunter auch bei der Weltmeisterschaft, wo er sich erst dem späteren Finalteilnehmer Mark Selby geschlagen geben musste. Bei Saisonende befand er sich auf Platz 9 der Weltrangliste.[veraltet]
Am 19. September 2024 gelang ihm bei den English Open 2024 im Spiel gegen Mark Allen als erst zweitem Spieler nach Ronnie O’Sullivan das tausendste Century-Break seiner Karriere.

## Spielweise
Higgins gilt als Allrounder, der in sämtlichen Bereichen des Spiels ein hohes Niveau zeigen kann. Diese Einschätzung wird unter anderem selbst von Ronnie O’Sullivan geteilt, der ihn als den „kompletteste[n] Spieler der Welt“ bezeichnete. Higgins ist dabei vor allem für seine Technik und insbesondere sein Breakbuilding bekannt, ebenso für sein Lochspiel. Daher ist Higgins für seine Breaks gefürchtet. So spielte er in seiner Karriere als zweiter Spieler überhaupt über 1.000 Century Breaks (Stand März 2025), womit er zu den Spielern mit den meisten Century Breaks gehört. 13 dieser Century Breaks waren sogenannte Maximum Breaks. Damit ist er der Spieler mit den zweitmeisten 147ern, nur Ronnie O’Sullivan hat mehr perfekte Frames gespielt. Daneben stellte er mit Breaks auch mehrere Rekorde und historische Marken auf: so spielte er Ende 2003 bei zwei Turnieren in Folge je ein Maximum Break. Im Finale des Grand Prix 2005 gelangen ihm vier Century Breaks in Folge. Da sein Gegenspieler Ronnie O’Sullivan gleichzeitig keinen einzigen Punkt erzielen konnte, stellte Higgins mit seinen 494 Zählern in Folge einen weiteren Weltrekord auf.
Darüber hinaus ist seine generelle Konstanz bemerkenswert, die ihn fast 30 Jahre lang in der Weltspitze mitspielen ließ. Zudem ist Higgins nervenstark und gehört zu den Spielern, die nie aufgeben würden. Der Snooker-Journalist Rolf Kalb nannte als wichtige Elemente von Higgins’ Spielweise „messerscharfe Safetys [und] brillantes taktisches Spiel“ – neben der Nervenstärke und dem „faszinierende[n] Breakbuilding“, welches „extrem elegant“ sei. Kalbs Kollege Hector Nunns stimmte dem zu und unterstrich zudem, dass Higgins technische Fertigkeiten und seine Nervenstärke es ihm erlauben würden, taktisch sehr flexibel zu sein. So könne er zum Beispiel mit jeweils passenden Stößen seine Macht am Tisch manifestieren und damit dem Gegner Selbstvertrauen nehmen oder im Falle eines Rückstandes aufzeigen, dass das Spiel für den Gegner noch nicht gewonnen sei. Der siebenfache Snooker-Weltmeister Stephen Hendry bezeichnete Higgins als „beängstigenden Spieler“, der „einer der Großen des Spiels“ sei. Zudem sei er „der beste Partiespieler“ der „goldenen Generation“. Ronnie O’Sullivan, der Higgins als knapp zweitbesten Gegner hinter Stephen Hendry einschätzt, nannte Higgins 2003 einen „wahrhaften Profispieler“, dessen Safetyspiel „brillant“ sei. Er sei als „sehr solider Spieler“ bekannt, der für gewöhnlich seinem Gegner „keine zweite Chance“ gebe. O’Sullivan bezeichnete ihn später sogar als „mein[en] Maßstab.“
Ferner ist Higgins in Spielerkreisen für seinen Respekt bekannt. Der Schotte hat in vielen Situationen immer ein gutes Wort für seinen Gegner übrig. Bekannt geworden sind seine Worte zum neuen Weltmeister Ronnie O’Sullivan („Tell your Dad. Well done, I’m so pleased for you and your family.“), nachdem Higgins gegen ihn im Finale der Snookerweltmeisterschaft 2001 verloren hatte. O’Sullivan war in den Jahren zuvor durch familiäre Schicksalsschläge, allen voran die Verurteilung seines Vaters zu einer langen Gefängnisstrafe, erschüttert worden. O’Sullivan bezeichnete Higgins noch später als „freundlichste Person, die man treffen kann“.

## Erfolge
John Higgins feierte in seiner Karriere zahlreiche Erfolge. Während sich eine Übersicht aller Finalteilnahmen des Schottens auf dieser Seite befindet, sind in der folgenden Tabelle nur Finalteilnahmen bei Turnieren der Triple Crown aufgeführt.
| Ergebnis | Jahr | Turnier                  | Gegner im Finale  | Endstand |
| -------- | ---- | ------------------------ | ----------------- | -------- |
| Finalist | 1995 | Masters                  | Ronnie O’Sullivan | 3:9      |
| Finalist | 1996 | UK Championship          | Stephen Hendry    | 9:10     |
| Sieger   | 1998 | Snookerweltmeisterschaft | Ken Doherty       | 18:12    |
| Sieger   | 1998 | UK Championship          | Matthew Stevens   | 10:6     |
| Sieger   | 1999 | Masters                  | Ken Doherty       | 10:8     |
| Sieger   | 2000 | UK Championship          | Mark Williams     | 10:4     |
| Finalist | 2001 | Snookerweltmeisterschaft | Ronnie O’Sullivan | 14:18    |
| Finalist | 2005 | Masters                  | Ronnie O’Sullivan | 3:10     |
| Sieger   | 2006 | Masters                  | Ronnie O’Sullivan | 10:9     |
| Sieger   | 2007 | Snookerweltmeisterschaft | Mark Selby        | 18:13    |
| Sieger   | 2009 | Snookerweltmeisterschaft | Shaun Murphy      | 18:9     |
| Finalist | 2009 | UK Championship          | Ding Junhui       | 8:10     |
| Sieger   | 2010 | UK Championship          | Mark Williams     | 10:9     |
| Sieger   | 2011 | Snookerweltmeisterschaft | Judd Trump        | 18:15    |
| Finalist | 2017 | Snookerweltmeisterschaft | Mark Selby        | 15:18    |
| Finalist | 2018 | Snookerweltmeisterschaft | Mark Williams     | 16:18    |
| Finalist | 2019 | Snookerweltmeisterschaft | Judd Trump        | 9:18     |
| Finalist | 2021 | Masters                  | Yan Bingtao       | 8:10     |